# Unip, Timiș
Unip este un sat în comuna Sacoșu Turcesc din județul Timiș, Banat, România.

## Localizare
Satul se situează în centrul județului Timiș, la circa 12-15 km sud-est de municipiul Timișoara, pe partea stângă a râului Timiș. Este puțin izolat de arterele principale de circulație, într-o zonă de câmpie mai puțin locuită, la sud de Timișoara. Din acest motiv, distanța pe șosea este de circa 25 km. Satul este legat de rețeau rutieră printr-un drum comunal în lungime totală de 8 km, care pornește de la drumul județean Timișoara-Buziaș, trece prin Uliuc și se termină la Unip.

## Istorie

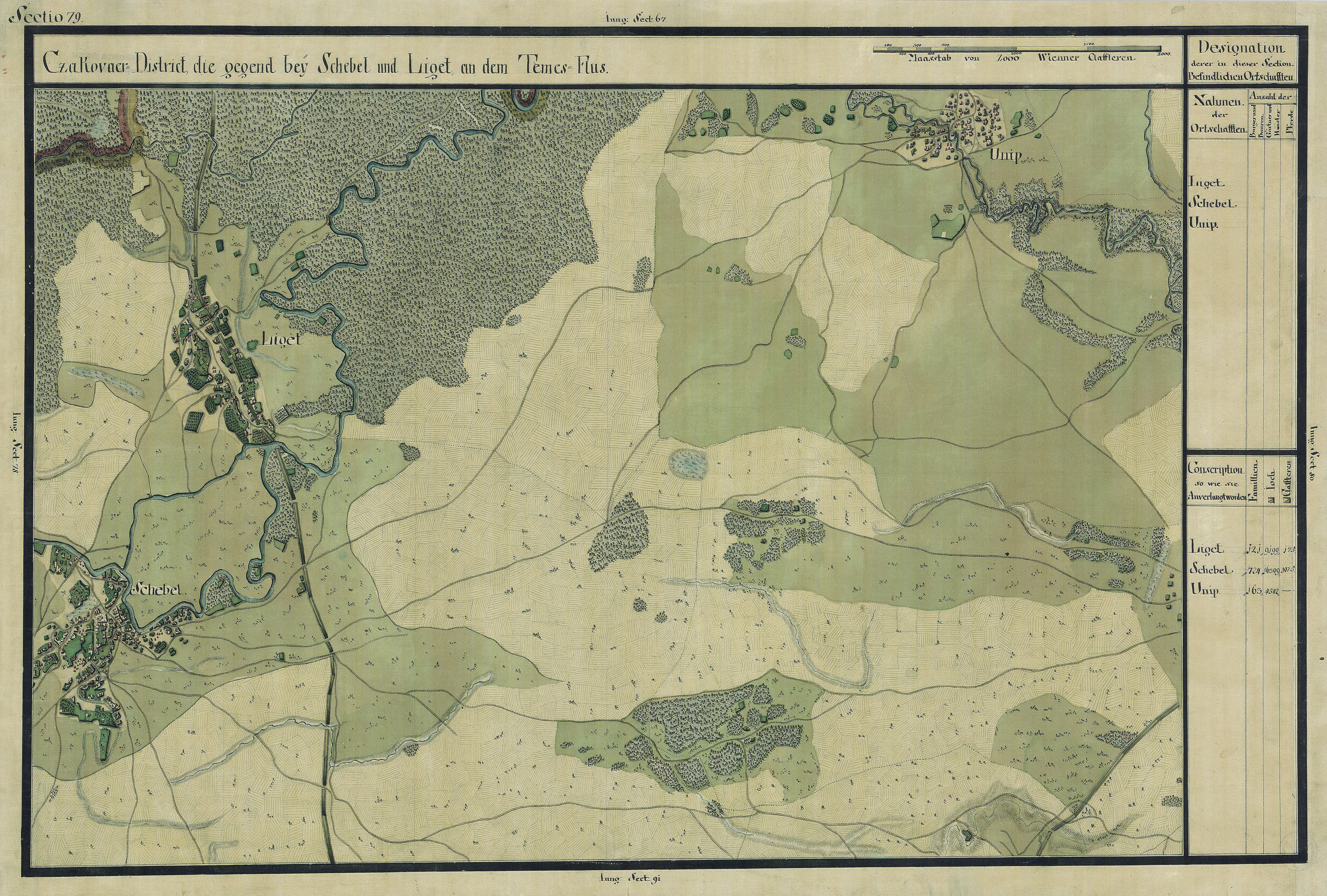
Unip în Harta Iosefină a Banatului, 1769-72

Satul este amintit pentru prima dată în evidențele papale de dijmă din 1332-1337, cu numele de Winep. Diplomele din 1477 amintesc despre el cu numele Uyneph. Conscripția generală a Banatului din 1717 consemnează localitatea cu numele Junip, cu 60 de case. Numele definitiv Unip apare pentru prima dată pe harta Contelui Mercy de la 1723. Atunci aparținea de districtul Ciacova. Mai târziu numele a fost schimbat în Temesújnép (Winep=>Uyneph=>Újnép=„Popor Nou”).
Pe teritoriul satului, în punctul numit "Dealul Cetățuica", a fost descoperita în anul 2007, o importantă așezare dacica de tip dava, datând din sec. I î.Hr. - I d.Hr. Așezarea dacică suprapune o mai veche locuire din prima vârstă a fierului. "Dealul Cetățuica" a continuat să fie locuit și în secolele următoare, inclusiv în perioada migrațiilor, până în Evul Mediu.